# Odwrócony sposób praski
Odwrócony sposób praski, sposób Kiwischa i Scanzoniego – jeden ze sposobów pomocy w rodzeniu główki przy porodzie miednicowym, stosowany niezwykle rzadko i w nieprzewidzianych sytuacjach. Polega na wykonaniu łuku płodem ku górze celem urodzenia główki, ale bez wprowadzenia palca do ust płodu. Płód jedną ręką chwyta się za nóżki, a drugą widełkowato obejmuje kark i pociąga najpierw ku dołowi, a gdy głowa znajdzie się w próżni - wykonuje się łuk ciałem płodu ku górze w kierunku spojenia łonowego na powłoki brzuszne matki. Sposób ten wykonuje się ze względu na utrudniony dostęp do ust płodu, gdy dochodzi do nieprawidłowego zwrotu twarzy płodu pod spojenie łonowe, gdy główka płodu nie jest jeszcze nieustalona w miednicy.